# 海軍上尉
在海軍中，上尉（縮寫為 Lt， LT， Lieut 或 LEUT）是一個初級軍官軍階，它通常是一個資深初級軍官階級。
在英國皇家海軍中，海軍少校（Lieutenant commander）位階高於上尉。許多國家的海軍中，又區分出一個較資淺的階級，稱海軍中尉（Sub-lieutenant），而將上尉稱為first lieutenant。

## 歷史
海軍上尉這個軍階，源自於英國皇家海軍。最早始於1580年，在船艦上，它的位階僅次於艦長，由艦長進行任命。此頭銜因此無可避免地變得浮濫，許多人都擁有這個頭銜。1677年，塞缪尔·皮普斯重新定義了這個軍階，從此成為皇家海軍的標準。
當時上尉軍階，根據他們在船上的資深程度而分級。在一個護衛艦上，可以分成一級上尉，二級上尉，以及三級上尉，而在更大型的船艦上，則可以分成六級。最早，上尉軍階是由他們服役的船艦授與他們的。在1741年，英國皇家海軍韋傑號（HMS Wager）失事和水手叛變之後，上尉軍階改由英國皇家海軍授予。
在早期，海軍上尉可能是很資淺的軍官，也可能是作為預備候補艦長的資深軍官。在現代海軍，它的位階通常是位於海軍中尉（Sub-lieutenant），與海軍中校（Commander）之間，相當於陸軍或空軍的上尉。在NATO中，是第二級軍官（NATO OF-2），在美國軍隊中則相當於第三級軍官（US O-3）。

## 各國肩章
|      |      |      |        |          |        |      |      |
| 法國 | 希臘 | 波蘭 | 葡萄牙 | 罗马尼亚 | 西班牙 | 英國 | 美國 |

## 一級上尉
一級上尉（first lieutenant）源自於英國皇家海軍，但是在皇家海軍與其他大英國協軍隊中，這是一個職位，而不是一個正式軍階。一級上尉原先是指在船上最資深的軍官，當成為船上最資深的軍官時，通常就會成為執行副官（second-in-command）。雖然現今已經不是由資深程度來決定，但是這個名稱仍然被保留下來。